# Herculis 2007
L'Herculis 2007 è un meeting di atletica leggera svoltosi il 25 luglio 2007 nel Principato di Monaco, facente parte del circuito IAAF World Tour, di cui rappresenta il diciottesimo appuntamento stagionale su ventiquattro.

## Risultati

### Uomini
| Evento: | Vincitore:                    | Vincitore: | 2º piazzato:                      | 2º piazzato: | 3º piazzato:               | 3º piazzato: |
| --- | ----------------------------- | ---------- | --------------------------------- | ------------ | -------------------------- | ------------ |
| 100m | Clement Campbell Giamaica     | 10"17      | Wallace Spearmon Stati Uniti      | 10"17        | Nesta Carter Giamaica      | 10"22        |
| 400 m | LaShawn Merritt Stati Uniti   | 44"38      | John Steffensen Australia         | 44"92        | Michael Blackwood Giamaica | 45"05        |
| 900 m | Mbulaeni Mulaudzi Sudafrica   | 1'43"74    | Youssef Saad Kamel Bahrein        | 1'43"87      | Amine Laalou Marocco       | 1'43"94      |
| 1.500 m | Belal Mansoor Ali Bahrein     | 3'32"28    | Mohamed Moustaoui Marocco         | 3'32"67      | Yassine Bensghir Marocco   | 3'33"04      |
| 3.000 m | Kenenisa Bekele Etiopia       | 7'29"32    | Moses Kipsiro Uganda              | 7'32"03      | Alistair Ian Cragg Irlanda | 7'32"49      |
| 110hs | Terrence Trammell Stati Uniti | 13"19      | Ryan Wilson Stati Uniti           | 13"22        | Aries Merritt Stati Uniti  | 13"24        |
| 400hs | Angelo Taylor Stati Uniti     | 48"45      | Kerron Clement Stati Uniti        | 48"47        | L.J. van Zyl Sudafrica     | 48"91        |
| Salto con l'asta | Danny Ecker Germania          | 5,87 m     | Steven Hooker Australia           | 5,87 m       | Romain Mesnil Francia      | 5,82 m       |
| Salto in lungo | Brian Johnson Stati Uniti     | 8,18 m     | Christopher Tomlinson Regno Unito | 7,99 m       | Issam Nima Algeria         | 7,81 m       |
| Lancio del giavellotto | Eriks Rags Lettonia           | 80,01 m    | Teemu Wirkkala Finlandia          | 78,43 m      | Stephan Steding Germania   | 78,00 m      |
| AR record continentale \| NR record nazionale \| PB record personale \| SB record personale stagionale \| WL miglior prestazione dell'anno \| WR record mondiale |                               |            |                                   |              |                            |              |

### Donne
| Evento: | Vincitore:                 | Vincitore: | 2º piazzato:                | 2º piazzato: | 3º piazzato:                  | 3º piazzato: |
| --- | -------------------------- | ---------- | --------------------------- | ------------ | ----------------------------- | ------------ |
| 100m | Christine Arron Francia    | 11"06      | Carmelita Jeter Stati Uniti | 11"11        | Me'Lisa Barber Stati Uniti    | 11"17        |
| 1.500 m | Maryam Yusuf Jamal Bahrein | 4'00"43    | Bouchra Chaabi Marocco      | 4'03"62      | Btissam Lakhouad Marocco      | 4'03"84      |
| 3.000 m | Mariem Alaoui Marocco      | 8'29"52    | Jennifer Rhines Stati Uniti | 8'35"03      | Kimberley Smith Nuova Zelanda | 8'35"31      |
| 100hs | Damu Cherry Stati Uniti    | 12"74      | Lolo Jones Stati Uniti      | 12"78        | Josephine Onyia Spagna        | 12"90        |
| 400hs | Jana Pittman Australia     | 53"46      | Melaine Walker Giamaica     | 54"32        | Anna Jesień Polonia           | 54"58        |
| Salto in alto | Blanka Vlašić Croazia      | 2,03 m     | Kajsa Bergqvist Svezia      | 2,00 m       | Ruth Beitia Spagna            | 1,97 m       |
| Salto triplo | Tat'jana Lebedeva Russia   | 15,10 m    | Marija Sestak Slovenia      | 14,48 m      | Theresa N'Zola Francia        | 14,39 m      |
| AR record continentale \| NR record nazionale \| PB record personale \| SB record personale stagionale \| WL miglior prestazione dell'anno \| WR record mondiale |                            |            |                             |              |                               |              |